# Contracaecum melichthysi
Contracaecum melichthysi är en rundmaskart som beskrevs av Olsen. Contracaecum melichthysi ingår i släktet Contracaecum och familjen Anisakidae. Inga underarter finns listade i Catalogue of Life.